# Ponthieva dunstervillei
Ponthieva dunstervillei är en orkidéart som beskrevs av Ernesto Foldats. Ponthieva dunstervillei ingår i släktet Ponthieva och familjen orkidéer. Inga underarter finns listade i Catalogue of Life.